# Байя, Зубер
Зубер Байя (араб. زبير بية‎; род. 15 мая 1971, Мсакен, Сус) — тунисский футболист, полузащитник. Лучший футболист Туниса 1995, 1996.

## Клубная карьера
10 лет молодёжной карьеры провёл в клубе из родного города Зубера, «Мсакен». Профессиональную начал в 1991 году в «Этуаль дю Сахель». Всего за «Этуаль» Байя провёл 6 сезонов, сыграв 127 матчей и забив 34 голов. В 1997 году Зубер перешёл в немецкий «Фрайбург», проведя в нём 114 матчей и забив 21 гол. В 2001 году на один сезон перешёл в турецкий «Бешикташ». В 2002 году после чемпионата мира вернулся в «Этуаль дю Сахель». Карьеру окончил в «Мсакене», где провёл сезон 2005/06. Работал в качестве эксперта на радиостанции Jawhara FM и телеканалах Tunisie 7, MBC, ART и Al Jazeera Sport.

## Выступление за сборную
Официальный дебют за сборную Туниса состоялся 4 сентября 1994 года в матче Квалификации на КАН 1996 против сборной Гвинеи-Бисау. Всего за сборную Байя провёл 81 матч и забил 27 мячей. Участник четырёх Кубков африканских наций: 1996 (2-е место), 1998 (Четвертьфинал), 2000 (4-е место), 2002 (Групповая стадия); двух чемпионатов мира: 1998 (25-е место), 2002 (29-е место); Летних Олимпийских игр 1996 года. (14-е место).

### Голы за сборную
| #   | Дата            | Место                              | Соперник         | Счёт  | Результат | Турнир                   |
| --- | --------------- | ---------------------------------- | ---------------- | ----- | --------- | ------------------------ |
| 1.  | 10 июня 1994    | Леопольд Сенгор, Дакар, Сенегал    | Сенегал          | 1 – 2 | 2 – 2     | Товарищеский матч        |
| 2.  | 10 июня 1994    | Леопольд Сенгор, Дакар, Сенегал    | Сенегал          | 2 – 2 | 2 – 2     | Товарищеский матч        |
| 3.  | 29 января 1995  | Стад эль-Мензах, Тунис, Тунис      | Марокко          | 1 – 0 | 1 – 0     | Квалификации на КАН 1996 |
| 4.  | 4 июня 1995     | Стад де Кеге, Ломе, Того           | Того             | 1 – 0 | 1 – 0     | Квалификации на КАН 1996 |
| 5.  | 15 декабря 1995 | Стад эль-Мензах, Тунис, Тунис      | Ливан            | 3 – 1 | 4 – 1     | Товарищеский матч        |
| 6.  | 2 января 1996   | Стад эль-Мензах, Тунис, Тунис      | Гвинея           | 1 – 0 | 3 – 0     | Товарищеский матч        |
| 7.  | 4 января 1996   | Принцесса Магого, Дурбан, ЮАР      | Ангола           | 3 – 0 | 5 – 1     | Товарищеский матч        |
| 8.  | 28 января 1996  | Фри-Стейт, Блумфонтейн, ЮАР        | Габон            | 1 – 0 | 1 – 1     | КАН 1996                 |
| 9.  | 31 января 1996  | Кингс Парк Стэдиум, Дурбан, ЮАР    | Замбия           | 2 – 0 | 4 – 2     | КАН 1996                 |
| 10. | 12 января 1997  | Стад эль-Мензах, Тунис, Тунис      | Египет           | 1 – 0 | 1 – 0     | Квалификация на ЧМ 1998  |
| 11. | 17 августа 1997 | Стад эль-Мензах, Тунис, Тунис      | Намибия          | 1 – 0 | 4 – 0     | Квалификация на ЧМ 1998  |
| 12. | 17 августа 1997 | Стад эль-Мензах, Тунис, Тунис      | Намибия          | 3 – 0 | 4 – 0     | Квалификация на ЧМ 1998  |
| 13. | 27 февраля 1999 | Стад эль-Мензах, Тунис, Тунис      | Уганда           | 4 – 0 | 6 – 0     | Квалификации на КАН 2000 |
| 14. | 6 июня 1999     | Стад эль-Мензах, Тунис, Тунис      | Алжир            | 2 – 0 | 2 – 0     | Квалификации на КАН 2000 |
| 15. | 8 июля 2000     | Стад эль-Мензах, Тунис, Тунис      | Мадагаскар       | 1 – 0 | 1 – 0     | Квалификация на ЧМ 2002  |
| 16. | 25 февраля 2001 | Стад эль-Мензах, Тунис, Тунис      | ДР Конго         | 5 – 0 | 6 – 0     | Квалификация на ЧМ 2002  |
| 17. | 9 мая 2001      | Стад эль-Мензах, Тунис, Тунис      | Ливан            | 3 – 0 | 7 – 0     | Товарищеский матч        |
| 18. | 9 мая 2001      | Стад эль-Мензах, Тунис, Тунис      | Ливан            | 7 – 0 | 7 – 0     | Товарищеский матч        |
| 19. | 1 июля 2001     | Стад эль-Мензах, Тунис, Тунис      | Республика Конго | 3 – 0 | 6 – 0     | Квалификация на ЧМ 2002  |
| 20. | 1 июля 2001     | Стад эль-Мензах, Тунис, Тунис      | Республика Конго | 5 – 0 | 6 – 0     | Квалификация на ЧМ 2002  |
| 21. | 15 июля 2001    | Стад де Мартир, Киншаса, ДР Конго  | ДР Конго         | 2 – 0 | 3 – 0     | Квалификация на ЧМ 2002  |
| 22. | 15 июля 2001    | Стад де Мартир, Киншаса, ДР Конго  | ДР Конго         | 3 – 0 | 3 – 0     | Квалификация на ЧМ 2002  |
| 23. | 20 марта 2002   | Уллевол, Осло, Норвегия            | Норвегия         | 1 - 1 | 1 – 2     | Товарищеский матч        |
| 24. | 30 апреля 2002  | Стад эль-Мензах, Тунис, Тунис      | Мальта           | 2 – 1 | 2 – 1     | Товарищеский матч        |
| 25. | 25 мая 2002     | Мохаммед Аль-Хамад, Кувейт, Кувейт | Кувейт           | 1 - 0 | 3 – 1     | Товарищеский матч        |
| 26. | 25 мая 2002     | Мохаммед Аль-Хамад, Кувейт, Кувейт | Кувейт           | 2 - 0 | 3 – 1     | Товарищеский матч        |
| 27. | 25 мая 2002     | Мохаммед Аль-Хамад, Кувейт, Кувейт | Кувейт           | 3 - 1 | 3 – 1     | Товарищеский матч        |

## Достижения
Этуаль дю Сахель
- Чемпион Туниса: 1996/97
- Обладатель Кубка Туниса: 1994
- Обладатель Кубка КАФ: 1995
- Финалист Арабского кубка обладателей кубков: 1995/96
- Обладатель Кубка обладателей кубков КАФ: 2003